# Aeroport Internacional de Shanghai-Pudong
L'Aeroport Internacional de Shanghai-Pudong (codi IATA: PVG, codi OACI: ZSPD) (en xinès: 上海浦东国际机场; en pinyin: Shànghǎi Pǔdōng Guójì Jīchǎng) és el principal aeroport que dona servei a la ciutat de Shanghai. Està localitzat al districte de Pudong, a aproximadament 30 km del centre de la ciutat i ocupant una àrea de 40 km². L'any 2009, va gestionar 31.9 milions de passatgers convertint-lo en el tercer aeroport més ocupat de la Xina continental però per davant de l'Aeroport Internacional de Pequín en termes de tràfic internacional. Pel que fa al transport de mercaderies, és el tercer aeroport a nivell mundial en termes de càrrega aèria amb 2,539,284 tones durant l'any 2009.
És el principal centre de connexions de China Eastern Airlines i Shangai Airlines i una important entrada de tràfic internacional per a Air China. L'aeroport està obert les 24 hores del dia, un dels pocs aeroports xinesos que es mantenen operatius durant tot el dia.

## Història
Abans de la creació de l'actual Aeroport Internacional de Shanghai-Pudong, l'Aeroport Internacional de Hongqiao va ser el principal aeroport internacional de Shanghai. Durant la dècada de 1990, l'expansió de l'aeroport de Hongqiao era impossible, ja que l'entorn urbà s'estava desenvolupant de manera significativa. Com a resultat d'això, el govern va decidir construir un nou aeroport en el districte de Pudong perquè s'ocupés dels seus vols internacionals. Finalment l'aeroport va ser obert l'1 d'octubre de 1999 i va trigar 3 anys a construir-se. La segona pista d'aterratge es va inaugurar el 17 de març de 2005 i, tres anys més tard, el 26 de març de 2008 es varen inaugurar la tercera pista i la segona terminal de passatgers.
L'Aeroport Internacional de Shanghai-Pudong ha experimentat un augment massiu en el transport de mercaderies. En el període 2002-2003 va registrar una taxa de creixement de 87,3% i mai no ha baixat del 10% anual. L'any 2004, l'aeroport va arribar a manejar gairebé 500 vols per dia, portant més de 21 milions de passatgers a l'any dins i fora de la ciutat més poblada de la Xina. Aquest mateix any l'aeroport aconsegueix el sisè lloc a nivell mundial en termes de càrrega aèria i assoleix el 28è lloc pel que fa al tràfic internacional.

## Terminals
- Terminal 1: Ocupa una àrea de 208,000 m² i té la capacitat per a rebre 20 milions de passatgers anuals. Compta amb 28 portes d'embarcament, 204 taulells de facturació i 13 cintes de recollida d'equipatges.
- Terminal 2: Té una capacitat per a rebre 40 milions de passatgers anuals i és utilitzada principalment per Air China, Shanghai Airlines i altres membres de la Star Alliance, tot i que també l'utilitzen altres membres de Oneworld i SkyTeam.

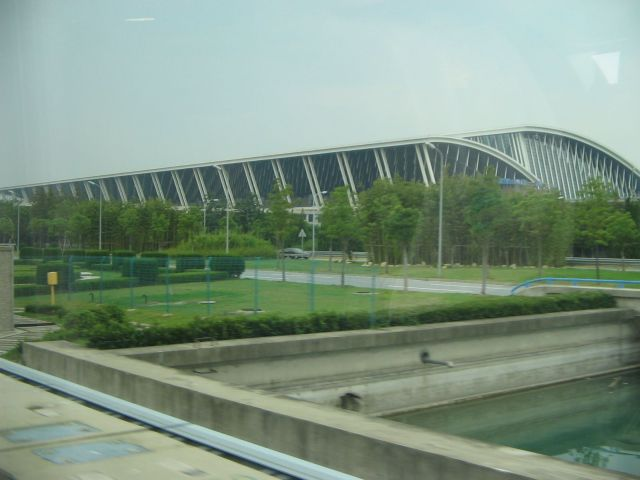
Vista exterior de la Terminal 1.
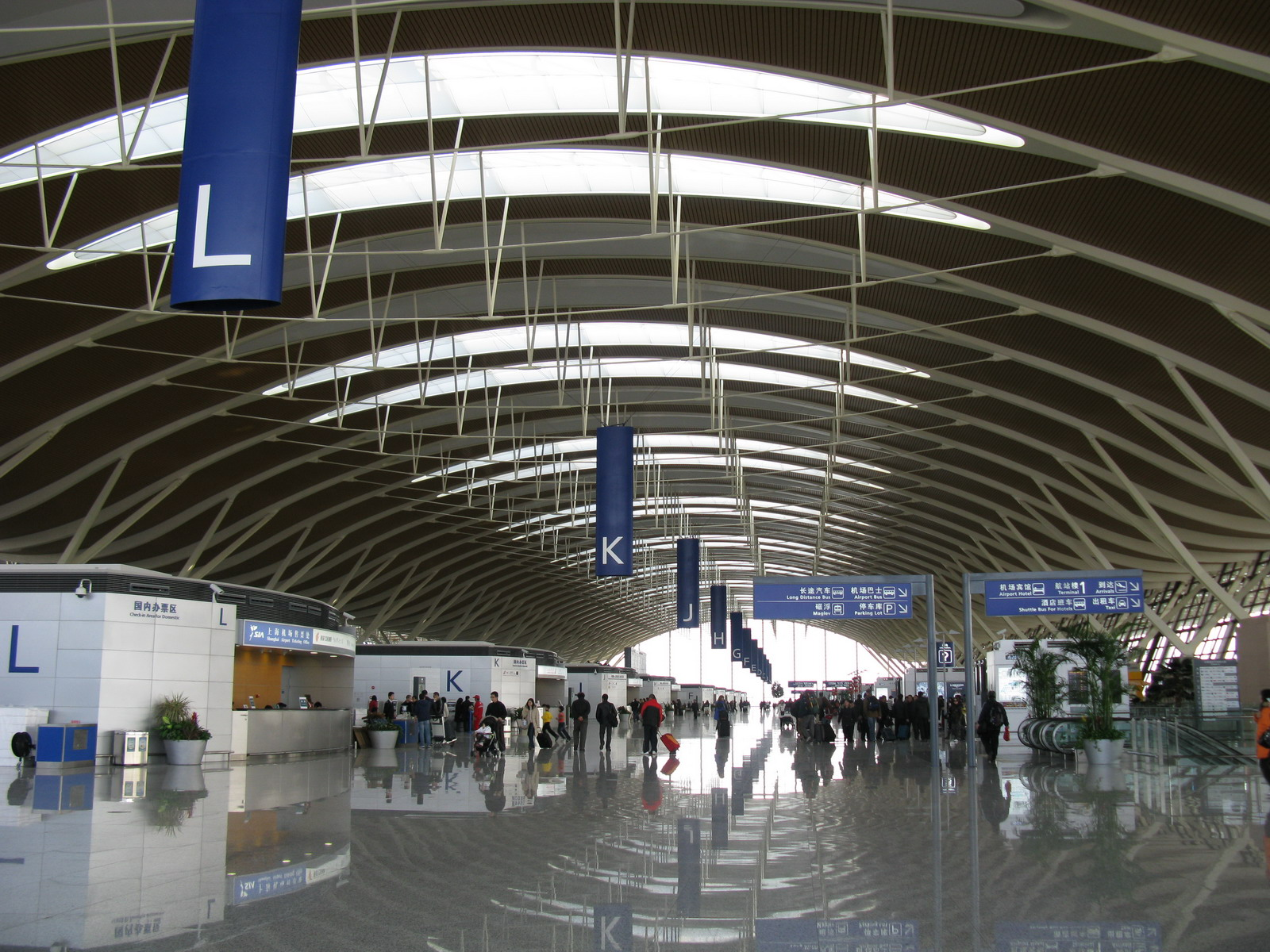
Vestíbul de facturació a la Terminal 2.
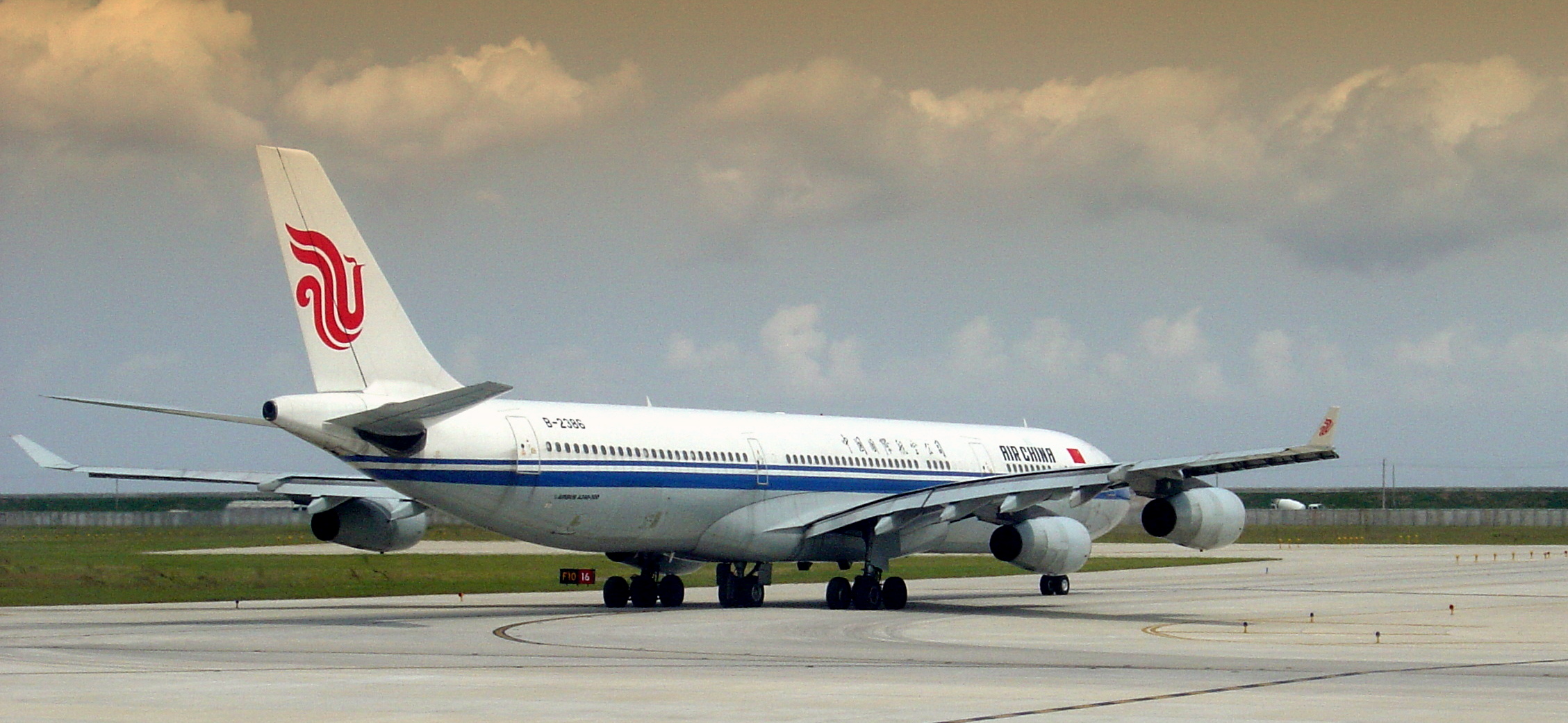
Airbus A340 d'Air China a punt d'enlairar-se.
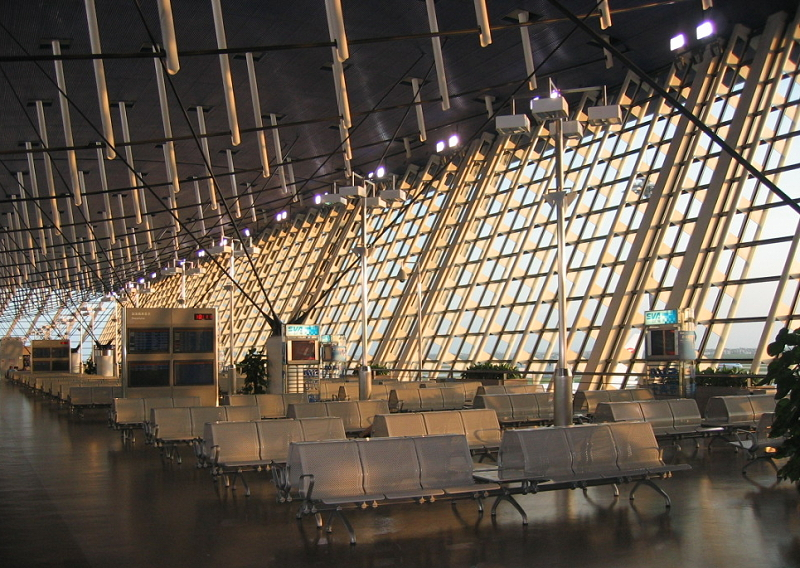
Vista interior de la Terminal 1.

## Aerolínies i destinacions
| Companyia                             | Destinacions | Terminal |
| ------------------------------------- | --- | -------- |
| Aeroflot                              | Moscou-Xeremètievo | 2        |
| Aeroméxico                            | Ciutat de Mèxic, Tijuana | 2        |
| Air Canada                            | Toronto-Pearson, Vancouver | 2        |
| Air China                             | Barcelona-El Prat, Beijing-Capital, Changchun, Chengdu, Chongqing, Frankfurt, Fukuoka, Guilin, Guiyang, Jiuzhaigou, Melbourne, Milà-Malpensa, Nagoya-Centrair, Osaka-Kansai, Qingdao, Sendai, Shenzhen, Sydney, Taipei-Taoyuan, Tokyo-Narita, Wenzhou, Xi'an, Yichang, Yinchuan | 2        |
| Air France                            | París-Charles de Gaulle | 1        |
| Air India                             | Delhi, Mumbai | 2        |
| Air Koryo                             | Xàrter: Pyongyang | 2        |
| Air Macau                             | Macau | 2        |
| Air Mauritius                         | Kuala Lumpur, Mauritius | 2        |
| Air New Zealand                       | Auckland | 2        |
| All Nippon Airways                    | Nagoya-Centrair, Osaka-Kansai, Tokyo-Narita | 2        |
| American Airlines                     | Chicago-O'Hare, Los Angeles | 2        |
| Asiana Airlines                       | Busan, Seül-Incheon | 2        |
| British Airways                       | Londres-Heathrow | 2        |
| Cathay Pacific                        | Hong Kong | 2        |
| Cebu Pacific                          | Manila | 2        |
| China Airlines                        | Kaohsiung, Taipei-Taoyuan | 1        |
| China Eastern Airlines                | Bangkok-Suvarnabhumi, Beihai, Beijing-Capital, Busan, Changchun, Chengdu, Chifeng, Chongqing, Daegu, Dalian, Da Nang, Delhi, Frankfurt, Fukuoka, Fukushima, Fuzhou, Guangzhou, Guilin, Haikou, Harbin, Hiroshima, Hong Kong, Jeju, Jiayuguan, Kagoshima, Komatsu, Kuala Lumpur, Kunming, Lhasa, Londres-Heathrow, Los Angeles, Luzhou, Matsuyama, Melbourne, Moscou-Xeremètievo, Nagasaki, Nagoya-Centrair, Naha, Nanchang, Nanjing, Nova York-JFK, Niigata, Ningbo, Okayama, Osaka-Kansai, París-Charles de Gaulle, Qingdao, Roma-Fiumicino, Sanya, Sapporo-Chitose, Seül-Incheon, Shenyang, Shenzhen, Singapore, Sydney, Taipei-Taoyuan, Tokyo-Narita, Vancouver, Wenzhou, Wuhan, Xi'an, Xining, Yichang, Yinchuan, Yulin, Zhangjiajie, Zhengzhou, Zhuhai | 1        |
| China Southern Airlines               | Changchun, Changsha, Dalian, Dandong, Daqing, Guangzhou, Haikou, Harbin, Jiamusi, Kunming, Mudanjiang, Nagoya-Centrair, Nanning, Qiqihar, Sanya, Seül-Incheon, Shantou, Shenyang, Shenzhen, Taipei-Taoyuan, Wuhan, Xi'an, Zhangjiajie, Zhengzhou, Zhuhai | 2        |
| Continental Airlines                  | Newark | 2        |
| Delta Air Lines                       | Atlanta, Detroit, Tokyo-Narita | 2        |
| Cathay Dragon                         | Hong Kong | 2        |
| Emirates                              | Dubai | 2        |
| EVA Air                               | Kaohsiung, Taipei-Taoyuan | 2        |
| Finnair                               | Hèlsinki | 2        |
| Garuda Indonesia                      | Jakarta-Soekarno-Hatta, Denpasar/Bali, Singapur | 2        |
| Grand China Express                   | Dongying, Weifang | 1        |
| Hainan Airlines                       | Brussel·les, Haikou, Lanzhou, Xi'an | 1        |
| Hong Kong Airlines                    | Hong Kong | 2        |
| Hong Kong Express Airways             | Hong Kong | 2        |
| Japan Airlines                        | Nagoya-Centrair, Osaka-Kansai, Tokyo-Narita | 1        |
| Japan Airlines operat per JAL Express | Osaka-Kansai | 1        |
| Juneyao Airlines                      | Baotou, Beihai, Changchun, Dalian, Fuzhou, Guilin, Harbin, Hong Kong, Nanchang, Sanya, Shenyang, Shijazhuang, Wenzhou, Xiamen, Yichang, Zhuhai | 1        |
| KLM                                   | Amsterdam | 1        |
| Korean Air                            | Busan, Seül-Incheon | 1        |
| Lufthansa                             | Frankfurt, Múnic | 2        |
| Malaysia Airlines                     | Kuala Lumpur | 2        |
| Philippine Airlines                   | Manila | 2        |
| Qantas                                | Sydney | 2        |
| Qatar Airways                         | Doha | 2        |
| Royal Brunei Airlines                 | Bandar Seri Begawan | 1        |
| Shandong Airlines                     | Qingdao | 2        |
| Shanghai Airlines                     | Anqing, Bangkok-Suvarnabhumi, Busan, Changchun, Changsha, Chengdu, Chongqing, Dalian, Denpasar/Bali, Guilin, Haikou, Hanoi, Harbin, Ho Chi Minh City, Hong Kong, Huangshan, Jiayuguan, Jinzhou, Macau, Male, Mudanjiang, Osaka-Kansai, Phnom Penh, Phuket, Qinhuangdao, Qingdao, Sanya, Seül-Incheon, Shenyang, Taipei-Songshan, Toyama, Wanxian, Weihai, Wuhan, Xi'an, Xiangfan, Yantai, Zhangjiajie de temporada: Saipan | 1        |
| Shenzhen Airlines                     | Jinjiang/Quanzhou, Nanchang | 1        |
| Sichuan Airlines                      | Chengdu, Chongqing | 1        |
| Singapore Airlines                    | Singapur | 2        |
| Spring Airlines                       | Changchun, Chongqing, Dalian, Harbin, Hong Kong, Ibaraki, Nanning, Shenyang, Shenzhen, Xi'an, Xiamen de temporada: Guilin, Haikou, Sanya | 1        |
| SriLankan Airlines                    | Bangkok-Suvarnabhumi, Colombo | 1        |
| Swiss International Air Lines         | Zuric | 2        |
| Thai Airways International            | Bangkok-Suvarnabhumi | 2        |
| Transasia Airways                     | Taichung, Taipei-Songshan, Taipei-Taoyuan | 2        |
| Turkish Airlines                      | Istanbul-Atatürk | 2        |
| United Airlines                       | Chicago-O'Hare, Los Angeles, San Francisco | 2        |
| Vietnam Airlines                      | Hanoi, Ho Chi Minh City | 2        |
| Virgin Atlantic Airways               | Londres-Heathrow | 2        |
| Xiamen Airlines                       | Fuzhou, Quanzhou/Jinjiang, Wuyishan, Xiamen | 1        |
| Zest Airways                          | Kalibo | 1        |